# Niuserre
Niuserre – władca starożytnego Egiptu z V dynastii.

## Lata panowania
- 2445–2414 p.n.e. (Kwiatkowski)
- 2455–2420 p.n.e. (Schneider)
- 2416–2392 p.n.e. (Tiradritti, De Luca)

## Rodzina
Syn Neferirkare I i jego żony Chentkaus II, brat swojego poprzednika Neferefre i prawdopodobnie Szepseskare. Jego żoną była Reputnebu, córką Chamerernebti. 

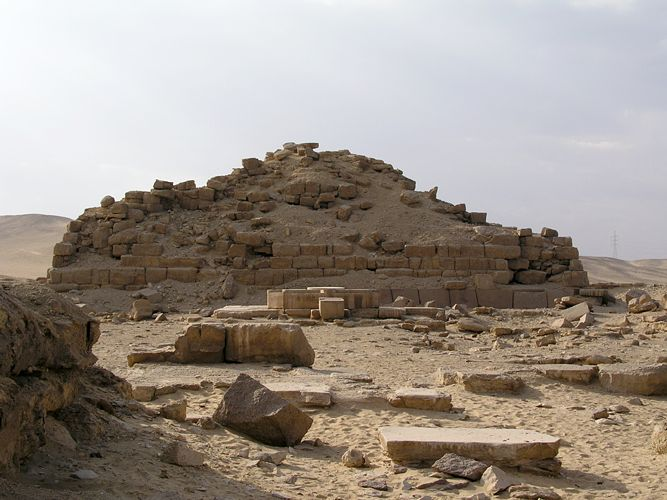
Pozostałości świątyni solarnej wzniesionej przez Niuserre

## Rządy
Według zniszczonego zapisu w Kanonie Turyńskim rządził przez 25 lat. Prawdopodobnie za jego panowania Egipt stracił kontrolę nad Nubią. W Abu Gurab wzniósł świątynię solarną, obecnie lepiej zachowaną świątynię tego typu z dwóch ocalałych, które zachowały się do naszych czasów (druga została zbudowana przez Userkafa).

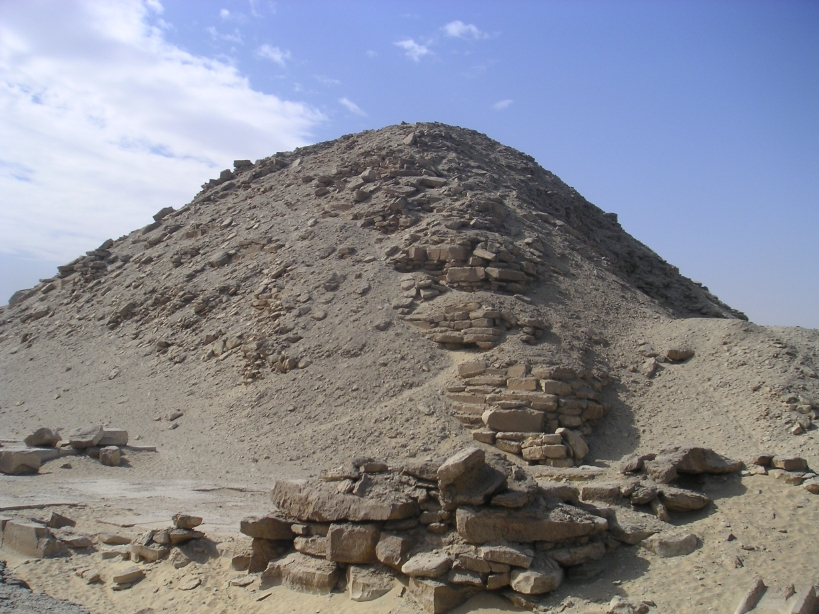
Piramida Niuserre

## Piramida
Został pochowany w piramidzie w Abusir. Piramida Niuserre usytuowana jest tam między piramidami Sahure i Neferirkare I.

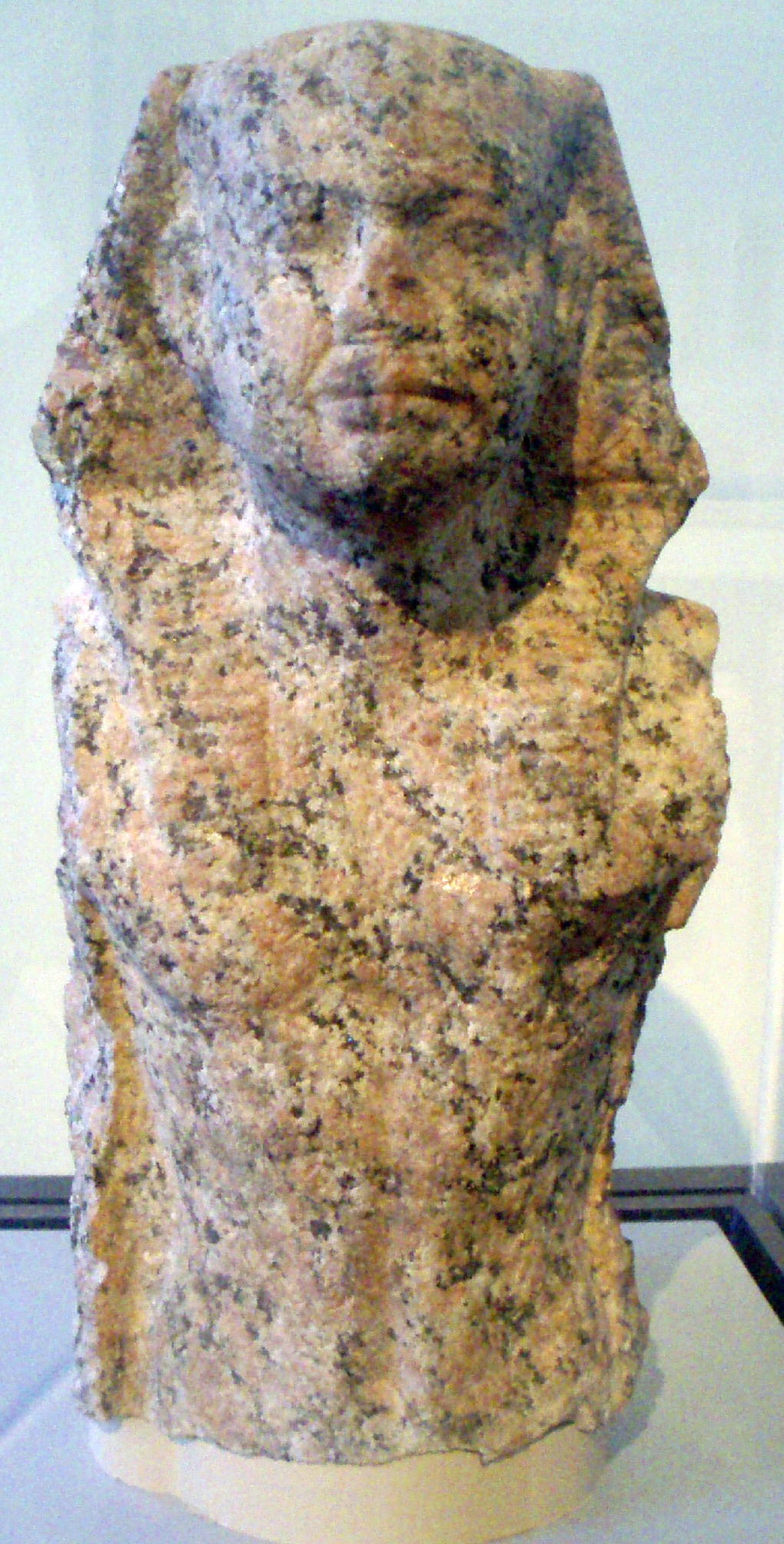
Popiersie faraona V dynastii – prawdopodobnie Niuserre, z Brooklyn Museum w Nowym Jorku

## Tytulatura
| G5 |

| G5 |

| Q1 | X1 · F34 | N16 · N16 |

| Q1 | X1 · F34 | N16 · N16 |

| Q1 | X1 · F34 | N16 · N16 |

| Q1 | X1 · F34 | N16 · N16 |

| G5 |

| G5 |

| Q1 | X1 · F34 | N16 · N16 |

| Q1 | X1 · F34 | N16 · N16 |

| Q1 | X1 · F34 | N16 · N16 |

| Q1 | X1 · F34 | N16 · N16 |

| G16 |

| G16 |

| Q1 | X1 · F34 |

| Q1 | X1 · F34 |

| Q1 | X1 · F34 |

| Q1 | X1 · F34 |

| G16 |

| G16 |

| Q1 | X1 · F34 |

| Q1 | X1 · F34 |

| Q1 | X1 · F34 |

| Q1 | X1 · F34 |

| G8 |

| G8 |

| R8 |

| R8 |

| R8 |

| R8 |

| G8 |

| G8 |

| R8 |

| R8 |

| R8 |

| R8 |

| M23 · X1 | L2 · X1 |

| M23 · X1 | L2 · X1 |

| N5 · N35 | F12 · S29 · D21 |

| N5 · N35 | F12 · S29 · D21 |

| N5 · N35 | F12 · S29 · D21 |

| N5 · N35 | F12 · S29 · D21 |

| M23 · X1 | L2 · X1 |

| M23 · X1 | L2 · X1 |

| N5 · N35 | F12 · S29 · D21 |

| N5 · N35 | F12 · S29 · D21 |

| N5 · N35 | F12 · S29 · D21 |

| N5 · N35 | F12 · S29 · D21 |

| G39 | N5 |

| G39 | N5 |

| K1 · N35 | M17 | M17 |

| K1 · N35 | M17 | M17 |

| K1 · N35 | M17 | M17 |

| K1 · N35 | M17 | M17 |

| G39 | N5 |

| G39 | N5 |

| K1 · N35 | M17 | M17 |

| K1 · N35 | M17 | M17 |

| K1 · N35 | M17 | M17 |

| K1 · N35 | M17 | M17 |